# Buslijn 163 (Groningen-Lauwersoog)
Lijn 163 is een buslijn in de Nederlandse provincie Groningen, die rijdt van Groningen naar Lauwersoog. In het verleden reed deze buslijn tevens twee keer per dag naar Holwerd, maar dit gedeelte is in december 2017 vervallen door de geringe bezetting.
De lijn vertrekt van busstation Groningen en rijdt via de N361 naar Lauwersoog. Daar gaat deze lijn langs het dorp en de visafslag en vervolgt de reis naar de haven. Hier geeft lijn 163 aansluiting op de veerboot naar het Waddeneiland Schiermonnikoog en op lijn 155 naar Leeuwarden.

## Geschiedenis

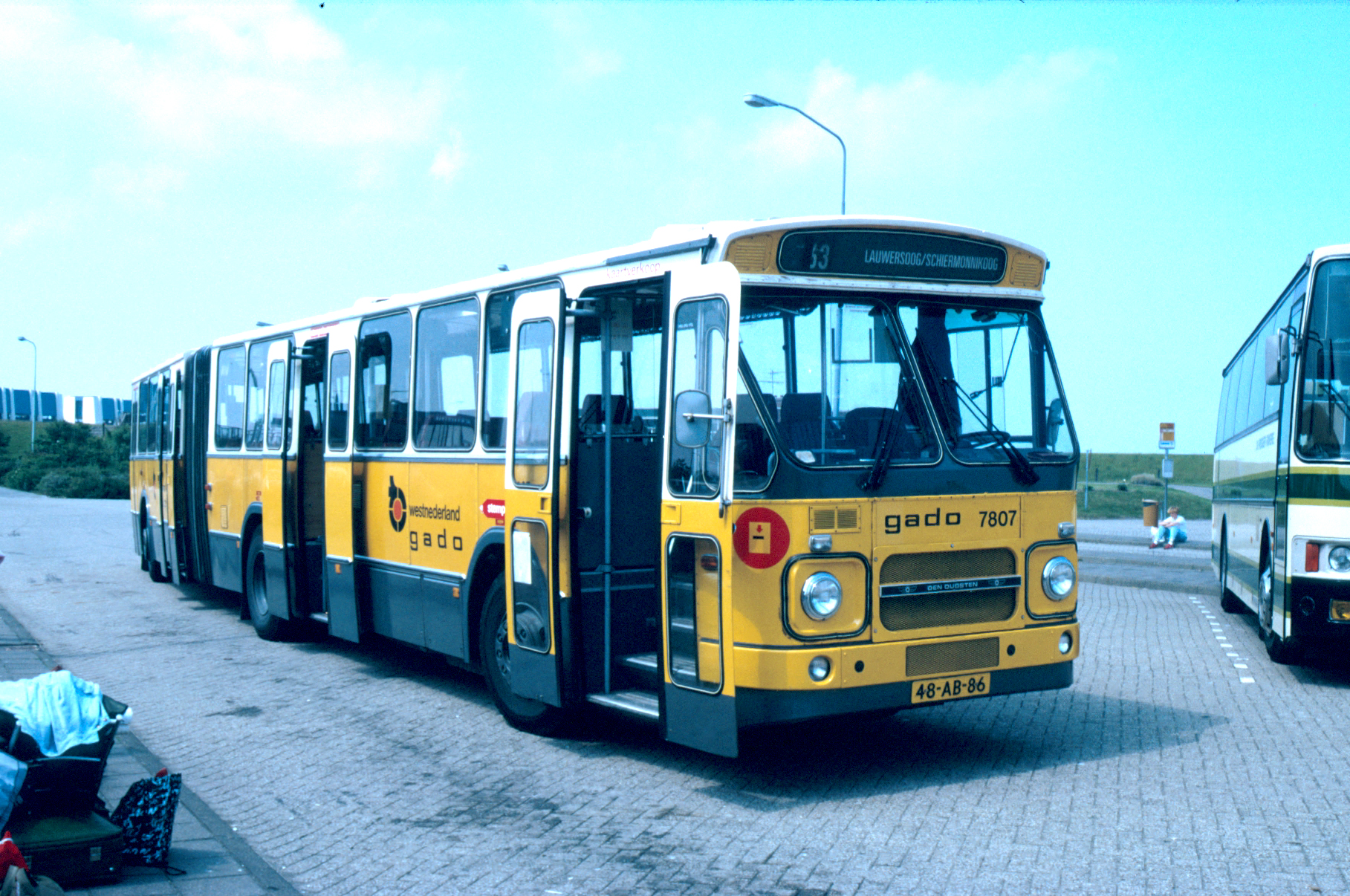
Gehuurde gelede bus van Westnederland op GADO lijn 63

Lijn 163 (voorheen lijn 63) was eerst een zomerlijn naar de veerboot. De verbinding is tot 1954 door de Marnedienst uitgevoerd als lijn 10 en daarna door de GADO als lijn 40. De route liep toen via Zuidhorn en Grijpskerk naar Zoutkamp, waar de boot 's zomers vertrok. Toen aan het begin van de jaren zeventig de vertrekplaatsen Oostmahorn en Zoutkamp werden vervangen door de nieuwe haven Lauwersoog, kwam GADO-lijn 63 via Winsum in gebruik.
Sinds 1 juni 2004 viel deze lijn binnen de GGD-concessie. Toen Arriva deze concessie kreeg, veranderde ze de lijn in sneldienstlijn 163, niet meer via Eenrum. De concessie liep tot december 2007 en werd met twee jaar verlengd tot 13 december 2009, toen de GD-concessie overging naar Qbuzz voor zes jaar en eventueel twee jaar verlenging.
Per 2 januari 2011 werden de route en dienstregeling gewijzigd. Lijn 163 rijdt niet meer langs het station Winsum en niet meer van en naar Zoutkamp. De lijn rijdt voortaan iedere twee uur, ongeacht de boottijden.
Met ingang van 8 januari 2012 werd de dienstregeling wederom aangepast, op maandag t/m vrijdag ging de lijn nog maar 3x in beide richtingen rijden en in het weekend 4x per dag. In de schoolvakanties en het weekend werd de route verlengd naar Anjum Esonstad en Holwerd. Verder ging er doordeweeks in aansluiting op lijn 163 in Lauwersoog een lijn 63 rijden naar Zoutkamp. Vanaf 5 januari 2014 reed lijn 163 ook doordeweeks en in het weekend twee keer per dag door naar Holwerd, lijn 63 ging daardoor ook in het weekend rijden.
In mei 2016 werd lijn 63 wegens gebrek aan passagiers opgeheven, er werd vrijwel geen gebruik van gemaakt.
In december 2017 werd het routedeel tussen Holwerd en Lauwersoog weer opgeheven wegens gebrek aan passagiers op dit routedeel.
Sinds 9 december 2018 zijn er een aantal haltes buiten de stad geschrapt om zo de dienstregeling betrouwbaarder te maken en de aansluiting op de veerboot naar Schiermonnikoog te verbeteren. Er wordt om het uur of om de twee uur gereden waarbij elke rit of aansluit op de vertrekkende boot of op de aankomende boot die per richting om de drie uur vaart.

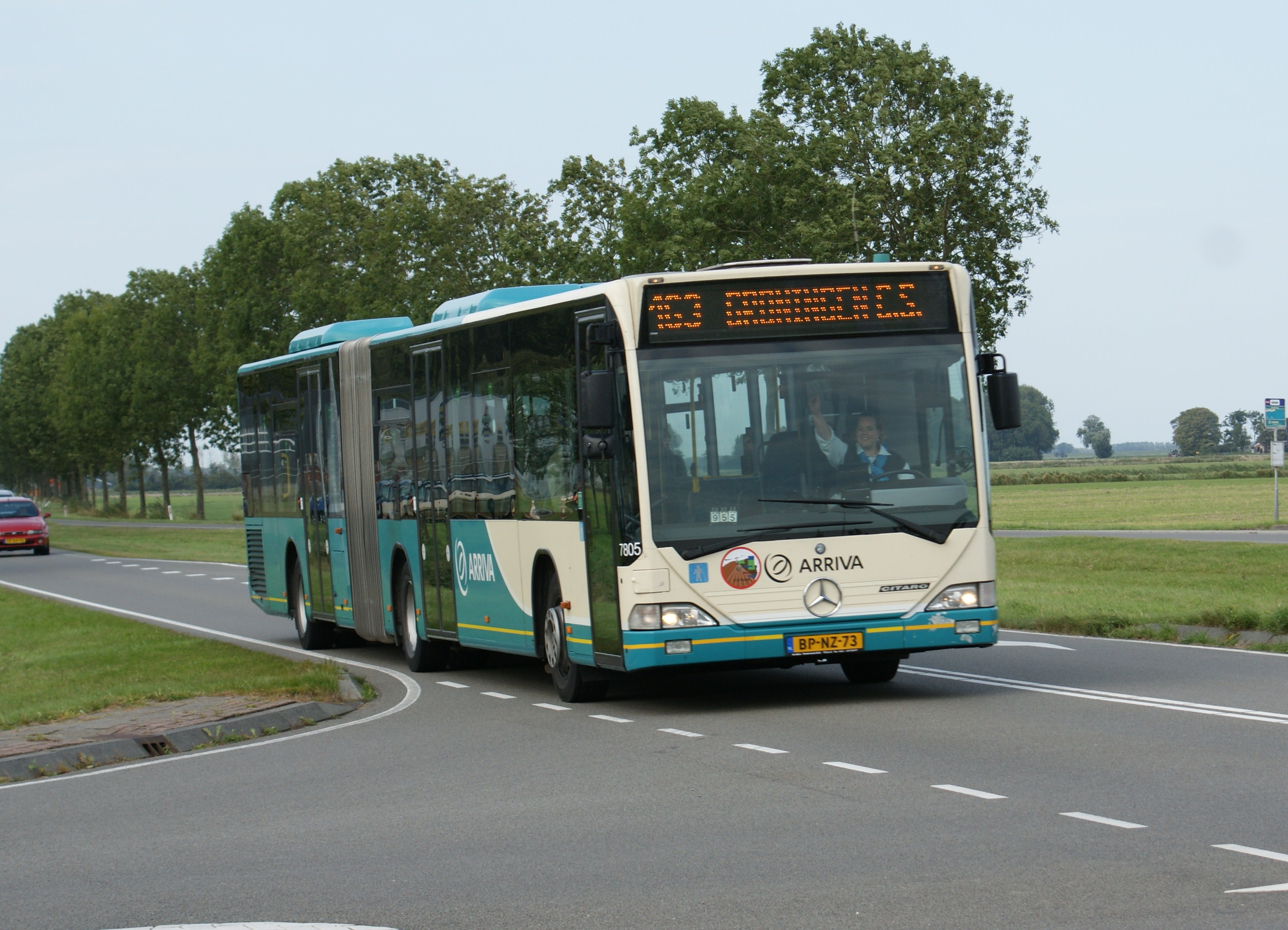
Een Citaro GÜ van Arriva op lijn 163. Inmiddels wordt deze lijn gereden door Qbuzz.